# Good Night (Los Simpson)
«Good Night» («Buenas noches» en español) es el primer cortometraje de la serie de televisión de dibujos animados Los Simpson, mostrado en El show de Tracey Ullman. Fue estrenado el 19 de abril de 1987 en Estados Unidos, durante el tercer episodio de El show de Tracey Ullman y fue la primera aparición de la familia Simpson. Después de la tercera temporada de El show de Tracey Ullman los cortos se adaptaron en una serie de dibujos animados, Los Simpson. «Good Night» fue emitido junto con otros cortometrajes del programa de Ullman en el episodio The Simpsons 138th Episode Spectacular y también fue incluido en el DVD de la primera temporada.

## Sinopsis
Marge y Homer les dan las buenas noches a sus hijos pero todo no está planeado. Filosóficamente Bart contempla las maravillas de la mente, Lisa escucha a Marge decir: "Si no te duermes viene el Coco" y teme que realmente venga; y Maggie está traumatizada con la canción "Rock-a-bye Baby". Al final, todos los hijos deciden dormir con sus padres.

## Orígenes
Matt Groening primero ideó a la familia Simpson en el vestíbulo de la oficina de James L. Brooks. Brooks había hablado con Groening sobre la creación de una serie de cortos animados, que Groening iba a presentar como su serie Life in Hell. Al darse cuenta de que el animar Life in Hell supondría la rescisión de los derechos de publicación de la obra de su vida, escogió otra aproximación y creó su modelo de familia disfuncional, cuyos personajes nombró como los miembros de su propia familia. Bart se basa en el hermano mayor de Groening, Mark, pero dándole otro nombre que se eligió como un anagrama de brat ("mocoso", en inglés). Homer Simpson recibe el mismo nombre que su padre, Homer Groening, pero poco más, como el comportamiento o la apariencia, se asemeja a él.
El guion del cortometraje fue escrito por el propio Groening, que también realizó el guion gráfico. La familia fue diseñada de forma primitiva porque Groening había presentado bocetos básicos a los animadores, suponiendo que ellos los limpiarían en lugar de simplemente seguir sus dibujos. La animación fue producida por Klasky-Csupo, con Wesley Archer, David Silverman y Bill Kopp como principales animadores.